# نقص مادرزادی قلب
نقص مادرزادی قلبی ( CHD )، همچنین به عنوان آنومالی قلبی مادرزادی یا بیماری قلبی مادرزادی شناخته می‌شود، مشکلی در ساختار قلب است که از همان بدو تولد وجود دارد. علائم و نشانه‌ها بستگی به نوع خاص مشکل دارند، ممکنست بدون علامت باشند تا علائم تهدیدکننده حیات داشته باشند. علائم در صورت وجود می‌تواند شامل تنفس سریع، پوست آبی و کبود، وزن‌گیری ضعیف، و بی‌حالی باشد و این نقایص، باعث درد قفسه سینه نمی‌شوند. مشکلات مادرزادی قلب اکثراً با سایر بیماری‌ها همراهی ندارد. عوارضی که ممکنست متعاقباً ایجاد شود شامل نارسایی قلبی است.
علت نقص مادرزادی قلب اغلب ناشناخته است. موارد خاص ممکن است به علت عفونت در دوران بارداری مانند سرخجه، استفاده از داروهای خاص یا موادی مانند الکل یا تنباکو، والدین منسوب و یا وضعیت نامناسب تغذیه یا چاقی در مادر باشد. داشتن یک والد با نقص مادرزادی قلب نیز یک عامل خطر است. بعضی ناهنجاری‌های ژنتیکی با نقص قلب همراهند از جمله: سندرم داون، سندرم ترنر و سندرم مارفان. نقایص مادرزادی قلب به دو گروه اصلی تقسیم می‌شود: نقص‌های قلبی سیانوتیک و نقص‌های قلبی غیر سیانوتیک بسته به اینکه کودک کبود می‌شود یا نه. مشکلات ممکن است مربوط به دیواره‌های داخلی قلب، دریچه‌های قلب و یا عروق خونی بزرگ که به قلب وارد می‌شود باشند.
نقایص مادرزادی قلب از طریق واکسیناسیون سرخجه، اضافه کردن ید به نمک و افزودن اسید فولیک به مواد غذایی خاصی قابل پیشگیری است. برخی از نقص‌ها نیازی به درمان ندارند. برخی دیگر ممکن است به‌طور مؤثر تحت درمان با کاتتر یا جراحی قلب قرار گیرند. گاهی حتی پیوند قلب نیاز باشد. به‌طور کلی با درمان مناسب، نتایج خوب است، حتی با وجود مشکلات پیچیده.
نقص‌های قلب شایع‌ترین نقایص حین تولد است. در سال ۲۰۱۵ در ۴۸.۹ میلیون نفر در سراسر جهان وجود داشت. همچنین نقص مادرزادی قلب علت اصلی مرگ و میر در بین نقایص مادرزادی است.

## علائم و نشانه‌ها

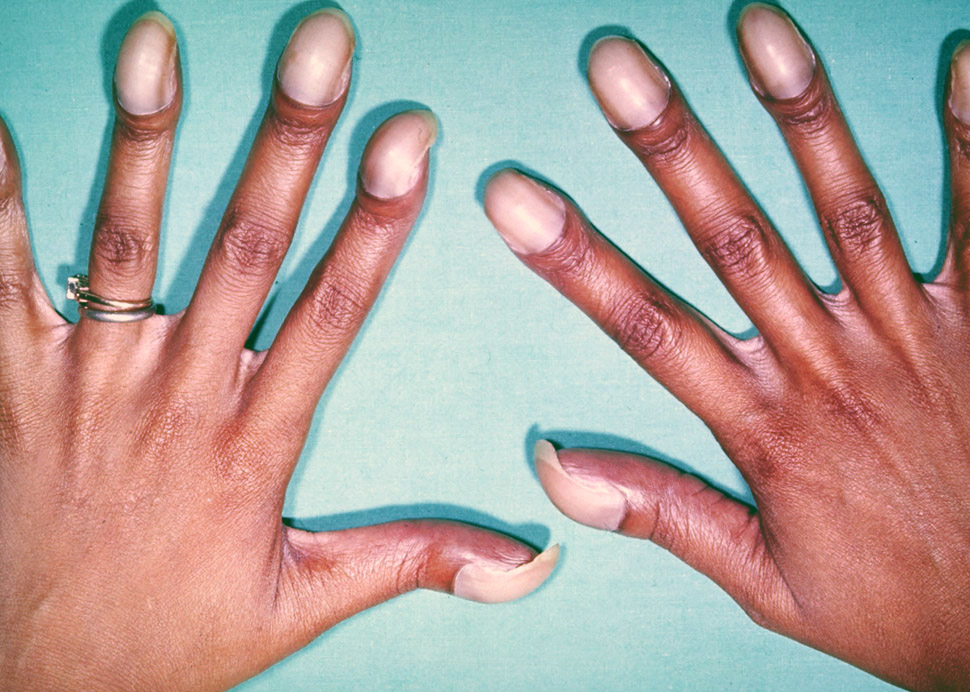
کلابینگ انگشتان با ناخن‌های سیانوتیک در بزرگسالی با تترالوژی فالوت

نشانه‌ها و علائم بستگی به نوع و شدت نقص دارند. علائم اغلب در اوایل زندگی پدیدار می‌شوند، اما ممکن است برخی از CHD‌ها در سراسر زندگی ناشناخته باقی بمانند. بعضی از کودکان نشانه‌ای ندارند در حالی که برخی دیگر ممکن است ضعف نفس، سیانوز، غش،  سوفل قلب، ضعف رشد اندام‌ها و عضلات، تغذیه و رشد نامناسب و یا عفونت‌های تنفسی را نشان دهند. نقص مادرزادی قلب باعث ساختار غیرطبیعی قلب می‌شود و آن، منجر به ایجاد صداهای غیرطبیعی به نام سوفل قلبی می‌گردد که گاهی اوقات با سمع تشخیص داده می‌شوند. البته، تمام صداهای غیرطبیعی قلب به سبب نقص مادرزادی ایجاد نمی‌شود.

### علائم همراه
نقص مادرزادی قلب با افزایش بروز برخی از علائم همراه است، که با هم به عنوان علائم همراه VACTERL نامیده می‌شود: 
- V - ناهنجاری‌های ستون فقرات (Vertebral anomalies)
- A - آترزی مقعد (Anal atresia)
- C - اختلالات قلبی عروقی (Cardiovascular anomalies)
- T - فیستول تراکئوازوفاژیال (Tracheoesophageal fistula)
- E - آترزی مری (Esophageal atresia)
- R - کلیه (کلیه) و یا ناهنجاری‌های رادیال یا زند بالایی (Renal (Kidney)] and/or radial anomalies)
- L - نقص اندام (Limb defect)

نقص دیواره بطنی (VSD)، نقص‌های دیواره دهلیزی (ASD) و تترالوژی فالوت (tetralogy of Fallot) رایج‌ترین نقص‌های مادرزادی قلب در گروه VACTERL می‌باشد .

## علل
علت بیماری مادرزادی قلبی ممکن است ژنتیکی، محیطی یا ترکیبی از هر دو باشد.

### ژنتیک
جهش‌های ژنتیکی - اغلب تک‌گیر - بزرگترین علت شناخته شده نقص مادرزادی قلب هستند  که در جدول زیر شرح داده شده‌اند. 
| ضایعات ژنتیکی | درصد نسبی | مثال‌ها | روش تست ژنتیک اولیه |
| --- | --------- | --- | --- |
| ناهولادی (آن یوپلوئیدی) | 5-8٪      | تریزومی‌های اوتوزومال قابل حیات (کروموزوم 13، 18، 21 )، مونوزومی کروموزوم X (سندرم ترنر)                                                | کاریوتایپینگ |
| تنوع تعداد کپی | 10-12٪    | حذف / تکثیر 22q11.2 (سندرم velocardiofacial / DiGeorge)، حذف / تکثیر 1 / 21.1، حذف / تکثیر 8p23.1، حذف 15q11.2 (سندرم Burnside-Butler) | [./https://en.wikipedia.org/wiki/Array_comparative_genomic_hybridization Array comparative genomic hybridization] (also known as chromosomal microarray analysis)                            |
| Inherited protein-coding [./https://en.wikipedia.org/wiki/Single-nucleotide_variant single nucleotide variant (SNV)] or [./https://en.wikipedia.org/wiki/Indel small insertion/deletion (indel)] | 3-5٪      | سندرم Holt-Oram، سندرم نونان ، سندرم آلاژیل                                                                                            | پانل ژنی |
| [./https://en.wikipedia.org/wiki/De_novo De novo] protein-coding SNV or indel | ~ 10٪     | جهش در ژن‌هایی که در طی نمو قلب بیان شده‌اند                                                                                             | <a href="./https://en.wikipedia.org/wiki/Whole_exome_sequencing%22 rel="mw:WikiLink" data-linkid="189" class="mw-redirect cx-link" title="Whole exome sequencing">Whole exome sequencing</a> |

### محیط
عوامل شناخته شده محیطی عبارتند از عفونت‌های خاصی در دوران بارداری مانند سرخجه، داروها ( الکل، هیدانتوین، لیتیوم و تالیدومید) و برخی بیماری‌های مادر ( دیابت، فنیل کتونوریا و لوپوس اریتماتوز سیستمیک ).
داشتن اضافه وزن یا چاقی خطر ابتلا به بیماری‌های قلبی مادرزادی را افزایش می‌دهد. علاوه بر این، با افزایش چاقی مادر، خطر نقص قلب نیز افزایش می‌یابد. مکانیسم فیزیولوژیکی مشخص برای توضیح ارتباط بین چاقی مادر و CHD شناسایی نشده‌است، اما در برخی از مطالعات، کمبود فولات در بارداری و دیابت در برخی از مطالعات دخیل بوده‌اند.

## تشخیص
بسیاری از نقص‌های قلبی مادرزادی را می‌توان با استفاده از اکوکاردیوگرافی جنینی در دوره پره ناتال تشخیص داد، آزمایشی که می‌تواند در طول سه ماهه دوم بارداری انجام شود، زمانی که مادر در حدود هفته هجده تا بیست و چهار بارداری است،  چه از طریق سونوگرافی شکم و چه سونوگرافی ترانس واژینال امکان‌پذیر است.
اگر یک کودک با بیماری قلبی سیانوتیک متولد شود، تشخیص معمولاً زودهنگام، به علت رنگ آبی پوست (سیانوز) مسجل می‌شود.
اگر یک نوزاد با نقص سپتیال (دیواره) یا نقص انسدادی متولد شود، اغلب علائم آن‌ها بعد از چندین ماه یا گاهی حتی بعد از چندین سال قابل مشاهده است.

### طبقه بندی
تعدادی سیستم طبقه‌بندی برای نقص مادرزادی قلب وجود دارد. در سال ۲۰۰۰ فهرست بین‌المللی جراحی مادرزادی قلب برای تهیه یک سیستم طبقه‌بندی عمومی ایجاد شد.

#### هیپوپلازی
هیپوپلازی می. تواند قلب را تحت تأثیر قرار دهد، به‌طور معمول منجر به نقص نمو بطن راست یا بطن چپ می‌شود . در نتیجه تنها یک طرف قلب توانایی پمپاژ خون به بدن و ریه ها را دارد. هیپوپلازی قلب نادر است، اما جدی‌ترین شکل از CHD است. هیپوپلازی قلب به‌طور کلی یک بیماری قلبی سیانوتیک است .

#### نقص‌های انسدادی
نقص انسدادی زمانی رخ می‌دهد که دریچه‌های قلب، شریان‌ها یا وریدها، غیر طبیعی، تنگ و یا مسدود باشند. نقایص شایع‌تر در این مجموعه شامل استنوز ریوی، تنگی آئورت و کوآرکتاسیون آئورت، انواع دیگر از جمله استنوز دریچه آئورت و تنگی ساب‌آئورتیک نسبتاً نادر است. هر گونه تنگی یا انسداد می‌تواند باعث بزرگی قلب یا فشار خون شود.

#### نقص‌های جداری (سپتال)
سپتوم دیواره‌ای از بافت است که قلب چپ را از قلب راست جدا می‌کند. نقص در سپتوم دهلیزی یا سپتوم بطنی اجازه می‌دهد که خون از سمت راست قلب به سمت چپ جریان یابد و کارآیی قلب را کاهش می‌دهد. نقص‌های جداره بطنی در کل شایع‌ترین نوع CHD است،  تقریباً ۳۰٪ از بزرگسالان نوعی نقص جداری دهلیزی دارند که به نام probe patent foramen ovale شناخته می‌شود.

#### نقایص سیانوتیک
نقص‌های سیانوتیک قلب به این علت چنین نامیده می‌شوند که سیانوز ایجاد می کنند، تغییر رنگ پوست به آبی مایل به خاکستری به علت کمبود اکسیژن در بدن است. چنین نقص‌هایی شامل persistent truncus arteriosus ،total anomalous pulmonary venous connection، تترالوژی فالوت، transposition of the great vessels و آترزی تریکوسپید است .

#### نقایص
- تنگی آئورت
- نقص دیواره دهلیزی (ASD)
- نقص سپتوم دهلیزی بطنی (AVSD)
- دریچه آئورت Bicuspid
- کاردیومیوپاتی
- بلوک قلب کامل (CHB)
- دکستروکاردیا (راست قلبی)
- (Double inlet left ventricle (DILV
- (Double outlet right ventricle (DORV
- ناهنجاری ابشتین
- سندرم هیپوپلاستی قلب چپ (HLHS)
- سندرم هیپوپلاستی قلب راست (HRHS)
- تنگی میترال
- تنه مشترک شریانی (Persistent truncus arteriosus)
- آترزی شریان ریوی
- تنگی شریان ریوی
- رابدومیوم (تومور قلب)
- انتقال عروق بزرگ 
  - dextro-Transposition of the great arteries (d-TGA)
  - (levo-Transposition of the great arteries (l-TGA
- آترزی تریکوسپید
- نقص سپتوم بطنی (VSD)
- (WPW) سندرم Wolff-Parkinson-White

برخی از نقایص عروق بزرگ و دیگر عروق نزدیک قلب با اینکه از خود قلب نیستند، اما اغلب به عنوان نقص مادرزادی قلب طبقه‌بندی می‌شوند. 
- - (Coarctation of the aorta (CoA
  - Double aortic arch aberrant subclavian artery, and other malformations of the great arteries
  - (Interrupted aortic arch (IAA
  - (Patent ductus arteriosus (PDA
  - (Scimitar syndrome (SS 
    - (Partial anomalous pulmonary venous connection (PAPVC
    - (Total anomalous pulmonary venous connection (TAPVC)

برخی از نقایص چندگانه نیز در کنار هم قرار می‌گیرند. 
- (ToF) تترالوژی فالوت
- Pentalogy of Cantrell
- سندرم شون (Shone's syndrome) / کمپلکس شُون / ناهنجاری شون